# Mehmet Kurtuluş

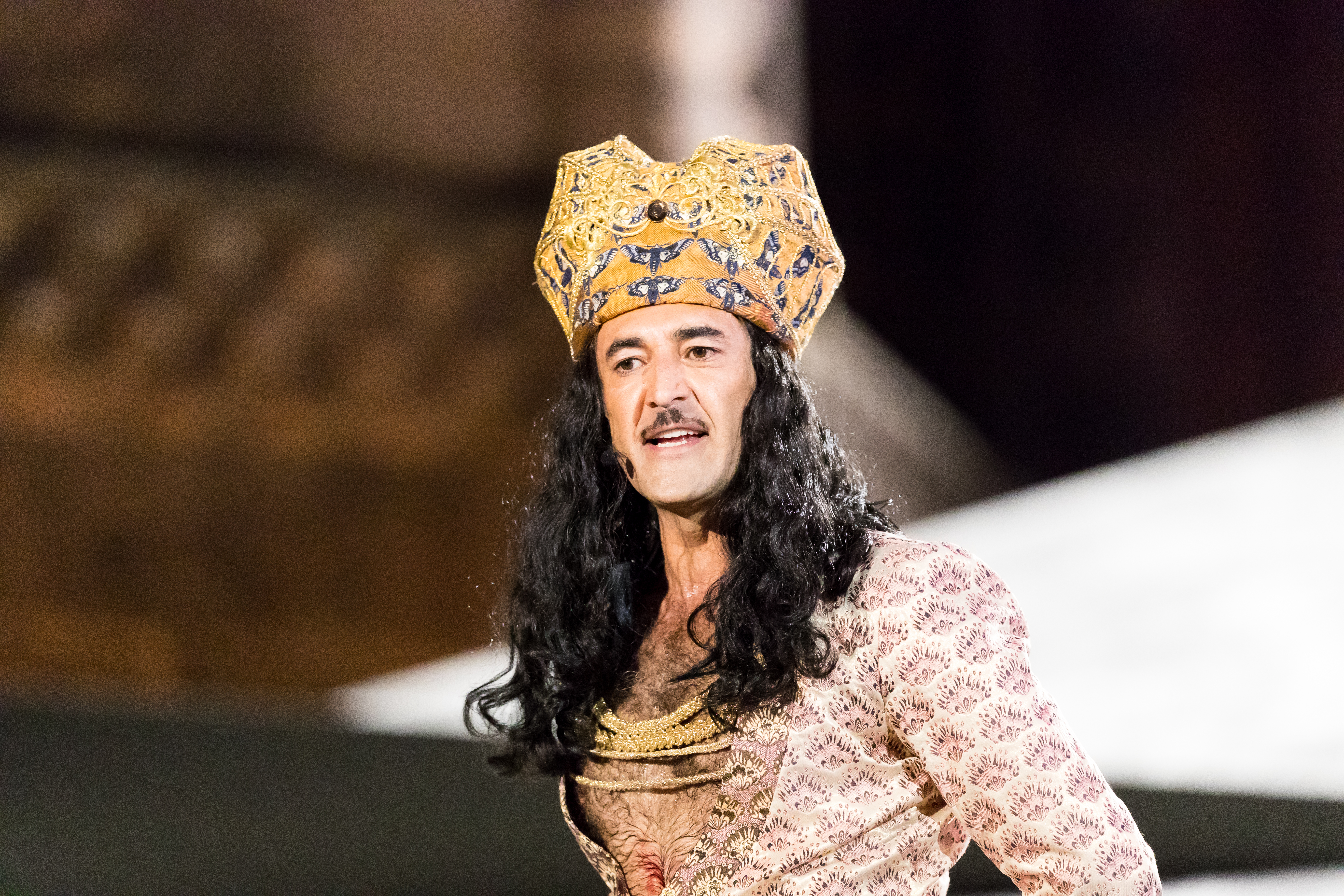
Mehmet Kurtuluş bei den Nibelungenfestspielen 2017 in Worms

Mehmet Kurtuluş (* 27. April 1972 in Uşak) ist ein deutsch-türkischer Schauspieler. Neben Theaterengagements wurde er unter anderem durch die Filme von Fatih Akin und als Hamburger Tatort-Kommissar Cenk Batu bekannt. 2004 koproduzierte er den international preisgekrönten Spielfilm Gegen die Wand.

## Leben
Kurtuluş wurde in der türkischen Stadt Uşak geboren. Als er zwei Jahre alt war, zog seine Familie mit ihm nach Salzgitter. Sein Bruder Tekin Kurtuluş ist ebenfalls Schauspieler. Erste Erfolge hatte er am Gymnasium am Fredenberg in der Schultheatergruppe neben Thorsten Renz. Nach dem Abitur im Jahr 1991 spielte er am Staatstheater Braunschweig. 
Entdeckt wurde er nach eigenen Angaben durch die Schauspielerin Evelyn Hamann. Sie lernte ihn bei den Dreharbeiten zu einer Folge von Adelheid und ihre Mörder kennen, in der er einen zehn Sekunden dauernden Auftritt als Nebendarsteller hatte. Daraufhin empfahl sie ihn für eine Rolle in dem Theaterstück Pfefferkuchen und Gin.
In dieser Bühnenproduktion mit Evelyn Hamann in der Hauptrolle war er 1994 und 1995 in der Komödie Winterhuder Fährhaus in Hamburg sowie im Theater am Kurfürstendamm in Berlin zu sehen.
Nach ersten Fernsehrollen in verschiedenen Fernsehserien und einem weiteren Theaterengagement an den Hamburger Kammerspielen unter der Regie von Telat Yurtsever gelang ihm in Fatih Akıns Kurz und schmerzlos (1998) in der Hauptrolle des jungen Türken Gabriel der Durchbruch. Zuvor hatte er bereits bei dessen prämiertem Kurzfilm Getürkt (1996) mit Akın gearbeitet. Es folgten Hauptrollen unter anderem im erfolgreichen Fernsehzweiteiler Der Tunnel von Roland Suso Richter. Dort spielte er neben Heino Ferch und Nicolette Krebitz. Doris Dörrie engagierte ihn für ihren kammerspielartigen Film Nackt.
Kurtuluş spielte in Nachfolge von Robert Atzorn von 2008 bis 2011 in sechs Folgen als Hauptkommissar Cenk Batu beim NDR-Tatort in Hamburg einen verdeckten Ermittler.
Zuvor war er bereits in der umstrittenen Tatort-Folge Wem Ehre gebührt (2007) an der Seite von Maria Furtwängler als Ermittler zu sehen. Nachdem Kurtuluş seinen Vertrag mit dem NDR für den Tatort nicht verlängert hatte, erklärte er dazu im März 2011, dass er sich in Zukunft auf seine internationalen Filmprojekte konzentrieren wolle. Zunächst spielte er aber noch im Herbst 2011 William Shakespeares Othello im Stuttgarter Alten Schauspielhaus. 
2012 zog er nach Los Angeles. Im Herbst 2013 stand er gemeinsam mit Samuel L. Jackson in der finnisch-deutsch-britischen Produktion Big Game, die größtenteils in München gedreht wurde, vor der Kamera.
Seit 2020 ist er in der ersten belgischen Netflix-Serie Into the Night zu sehen.
Seit November 2007 ist er Pate an der Musischen Akademie Braunschweig. Kurtuluş war bis 2013 mit Désirée Nosbusch liiert. Die beiden lernten sich bei gemeinsamen Dreharbeiten kennen. Er hat zwei Kinder aus einer früheren Beziehung. Im Kölner Treff vom 14. April 2022 sagte er zu seinem Lebensmotto: „Der Humanismus ist meine Religion und die Erde meine Heimat.“

## Filmografie

### Kino
- 1996: Getürkt, Regie: Fatih Akın
- 1998: Kurz und schmerzlos, Regie: Fatih Akın
- 2000: Im Juli, Regie: Fatih Akın
- 2001: Herz, Regie: Horst Sczerba
- 2002: Boran, Regie: Alexander Berner
- 2002: Equilibrium, Regie: Kurt Wimmer
- 2002: Nackt, Regie: Doris Dörrie
- 2003: Der Sturz Abdülhamids, Regie: Ziya Öztan
- 2004: Lautlos, Regie: Mennan Yapo
- 2004: Gegen die Wand, Regie: Fatih Akın
- 2007: Pars: Operation Cherry (Pars: Kiraz operasyonu), Regie: Osman Sinav
- 2009: Vasha, Regie: Hannu Salonen
- 2010: Transfer, Regie: Damir Lukačević
- 2014: Honig im Kopf, Regie: Til Schweiger
- 2014: Big Game – Die Jagd beginnt (Big Game), Regie: Jalmari Helander
- 2015: Fünf Freunde 4, Regie: Mike Marzuk
- 2016: Clair Obscur (Tereddüt), Regie: Yeşim Ustaoğlu
- 2022: Der junge Häuptling Winnetou

### Fernsehen
- 1994: Adelheid und ihre Mörder: Tod in der Geisterbahn
- 1995: Evelyn Hamanns Geschichten aus dem Leben: Only you
- 1995: Sterne des Südens
- 1996: SK-Babies: Tödliche Geschwisterliebe
- 1996: Doppelter Einsatz
- 1999: Versprich mir, dass es den Himmel gibt
- 2001: Der Tunnel (Zweiteiler)
- 2005: Eine Liebe in Saigon
- 2007: Caccia segreta
- 2007: Tatort: Wem Ehre gebührt
- 2008: Tatort: Auf der Sonnenseite
- 2009: Tatort: Häuserkampf
- 2010: Tatort: Vergissmeinnicht
- 2011: Tatort: Leben gegen Leben
- 2011: Tatort: Der Weg ins Paradies
- 2012: Tatort: Die Ballade von Cenk und Valerie
- 2015: Muhteşem Yüzyıl: Kösem
- 2018: The Protector
- 2019: Van Helsing
- 2020: Into the Night
- 2022: Yakamoz S-245
- 2023: Mordach – Tod in den Bergen

## Auszeichnungen
- Internationales Filmfestival von Locarno 1998: Bronzener Leopard (Bester Darsteller) für Kurz und schmerzlos
- Adolf-Grimme-Preis 2001: Kurz und schmerzlos (1998)
- Adolf-Grimme-Preis 2009: Tatort – Auf der Sonnenseite (2008)